# 액션 52
액션 52(Action 52)는 액티브 엔터프라이즈에서 출시한 52종 세트의 액션 게임이다. 그래픽과 사운드 등 여러 게임 요소들이 매우 조악하여 악평이 많은 소위 ‘쓰레기 게임’으로 분류된다. 치타맨(치타맨 2 제외)도 액션 52 안에 포함되어 있다. 북미에 1991년 NES용과 1993년 제네시스용으로 출시되었으며, SNES용으로도 출시 예정이었지만 취소되었다.

## 게임

### 게임 목록
NES용과 제네시스용에 들어있는 몇몇 게임들과 게임의 순서가 다르다.
| 번호 | NES                        | 제네시스       | 번호 | NES                                       | 제네시스          |
| ---- | -------------------------- | -------------- | ---- | ----------------------------------------- | ----------------- |
| 1    | Fire Breathers             | Bonkers        | 27   | Non Human                                 | Dauntless         |
| 2    | Star Evil                  | Darksyne       | 28   | Cry Baby                                  | Force One         |
| 3    | Illuminator                | Dyno Tennis    | 29   | Slashers                                  | Spidey            |
| 4    | G-Force Fighters           | Ooze           | 30   | Crazy Shuffle                             | Appleseed         |
| 5    | Ooze                       | Star Ball      | 31   | Fuzz Power                                | Skater            |
| 6    | Silver Sword               | Sidewinder     | 32   | Shooting Gallery                          | Sunday Drive      |
| 7    | Critical Bypass            | Daytona        | 33   | Lollipops                                 | Star Evil         |
| 8    | Jupiter Scope              | 15 Puzzle      | 34   | Evil Empire                               | Air Command       |
| 9    | Alfredo                    | Sketch         | 35   | Sombreros                                 | Shootout          |
| 10   | Operation Full-Moon        | Star Duel      | 36   | Storm Over the Desert                     | Bombs Away        |
| 11   | Dam Busters                | Haunted Hill   | 37   | Mash Man                                  | Speed Boat        |
| 12   | Thrusters                  | Alfredo        | 38   | They Came...                              | Dedant            |
| 13   | Haunted Halls of Wentworth | The Cheetahmen | 39   | Lazer League                              | G Fighter         |
| 14   | Chill Out                  | Skirmish       | 40   | Billy-Bob                                 | Man At Arms       |
| 15   | Sharks                     | Depth Charge   | 41   | City of Doom                              | Norman            |
| 16   | Megalonia                  | Minds Eye      | 42   | Bits and Pieces                           | Armor Battle      |
| 17   | French Baker               | Alien Attack   | 43   | Beeps and Blips                           | Magic Bean        |
| 18   | Atmos Quake                | Billy Bob      | 44   | Manchester Beat                           | Apache            |
| 19   | Meong                      | Sharks         | 45   | The Boss                                  | Paratrooper       |
| 20   | Space Dreams               | Knockout       | 46   | Dedant                                    | Sky Avenger       |
| 21   | Streemerz                  | Intruder       | 47   | Hambo's Adventures                        | Sharpshooter      |
| 22   | Spread-Fire                | Echo           | 48   | Time Warp Tickers                         | Meteor            |
| 23   | Bubblegum Rosie            | Freeway        | 49   | Jigsaw                                    | Black Hole        |
| 24   | Micro-Mike                 | Mousetrap      | 50   | Ninja Assault                             | The Boss          |
| 25   | Underground                | Ninja          | 51   | Robbie and the Robots                     | First Game (Pong) |
| 26   | Rocket Jockey              | Slalom         | 52   | Action Gamemaster Starring The Cheetahmen | Challenge         |

### 치타맨
치타맨(The Cheetahmen)은 통상적으로 액션 52에 포함되어 있는 하위 게임 혹은 따로 제작되었던 치타맨 II를 말한다.
치타맨 II는 발매가 되지 않았는데 1990년대 후반에 도난되어 현재는 1500여개의 팩이 남아있어 이베이에서 비싸게 거래되고 있다.
(치타맨은 액션 52내에서 치타맨(CHEETAH MEN)이라고 되어있는데, 액션 게임마스터(ACTION GAMEMASTER)로 제목이 변경되어 시작된다. 치타맨 II는 그대로이다.)

#### 치타맨의 스토리
- 치타맨 : 한 게이머가 TV로 빨려 들어가자 치타맨이 그를 위해 싸우는 스토리이다. (제네시스용은 스토리가 없다.)
- 치타맨 II : 사악한 과학자 모비스가, 세계 정복을 꿈면서, SubHuman인 에이프맨을 만들자, 세 명의 치타맨들이 그를 막고자 한다.

#### 치타맨에 대한 비판들
- 치타맨 II에서 캐릭터가 조금만 높은 곳에서 떨어져도, 사망으로 처리된다.
- 캐릭터가 몸을 숙일 수 없다.
- 여러 가지 버그가 발견된다. 예를 들어, 점프 도중에 공격을 하면 버그가 일어난다.
- 미완성인 상태에서 게임이 나왔다. 치타맨 II에서 에이프맨을 쓰러뜨렸을 때 더 이상 진행이 불가하다.
- 치타맨 II에서는 엄청난 버그가 생기지 않는한 원래 첫 부분이어야할 아리에스(몽둥이를 든 치타맨)로 플레이가 불가능하다.

NES로 발매된 액션 52는 시작시 롭 베이스의 It Takes Two라는 음악의 일부분이 나온다.

## 실패한 게임으로 분류되는 근거
- 인터페이스 문제
  - 전체적으로 조잡하다.
  - 키 조작이 불편하다. 예를 들어, 점프 상태에서 움직이려면 점프 키를 떼야한다.
- 그래픽 문제
  - 전체적으로 초라하다.
  - 일부 게임에서 죽는 이펙트 등이 괴상하다.
  - 가끔씩 게임 그래픽이 깨진다.
- 사운드 문제
  - (NES용의 경우) 사운드가 듣기에 불쾌하고 심란한 게 많다.
  - 일부 배경 음악이 표절이다.[1]
- 내용상의 문제
  - 전체 스테이지의 길이가 너무 짧거나, 너무 단순한 구조가 계속 반복된다.
  - 일부 캐릭터의 모션 등이 지나치게 비현실적이다.
    - 캐릭터가 점프를 하면 포물선을 그리지 않고 등속으로 올라갔다가 잠시 멈춘 뒤 등속으로 내려간다.
    - 함정에 닿으면 빠지지 않고 녹거나 4조각 나면서 죽는다.
    - 높은 곳에서 떨어지면 땅에 닿기 전에 공중에서 죽는다. (일반적인 플랫폼 게임은 높은 곳에서 떨어져 죽을 때 땅에 닿은 뒤에 사망 판정이 된다.)

  - 일부 게임이 구조적인 모순으로 게임 클리어가 불가능하다.
  - 게임 데이터가 불안정하다. NES용의 경우, 일부 롬에서는 9번(Alfredo)과 49번(Jigsaw)이 실행되지 않으며 다른 몇 가지 게임들도 어떤 레벨을 넘기면 끊긴다. (이 두 게임은 패미컴/NES 에뮬레이터로 구동하면 된다.[a])
  - 버그가 많다.
- 기타
  - 완성도에 비해 가격이 지나치게 비싸다. (USD 199)

## 평가
| 평가                               |       |
| ---------------------------------- | ----- |
| 평론 점수 평론사 점수 올게임 [ 2 ] |       |
| 평론 점수                          |       |
| 평론사                             | 점수  |
| 올게임                             | [ 2 ] |

### 내용주
1. ↑  GPH Caanoo로 구동확인, 두개다 횡스크롤 진행형 게임인데 마찬가지로 조작이 최악이며 버그도 존재한다.

### 참조주
1. ↑  “nesdev.parodius.com :: View topic - Action 52 NSF Ripped!”. nes.parodius.com. 2009년 3월 3일에 원본 문서에서 보존된 문서. 2009년 11월 14일에 확인함.
2. ↑  Miller, Skyler. “Action 52 - Review”. AllGame. 2014년 12월 11일에 원본 문서에서 보존된 문서. 2017년 10월 20일에 확인함.